# Парк Клепарський
Клепарський парк (пол. Park Kleparski), інакше відомий як форт Клепарський або Парк у форту Клепарський - парк у Кракові біля форту Клепарський, обмежений такими вулицями: Прондницька (пол. Prądnicka), Камєнна (пол. Kamienna), ал. Юліуша Словацького (пол. al.Juliusza Słowackiego) та залізничною вантажною станцією.
Це вкрита деревами та доглянута місцевість, яка оточує збережений Клепарський форт (єдиний форт такого типу, що зберігся майже в первісному стані), неподалік від автобусної зупинки пол. «Nowy Kleparz» та трамвайної зупинки пол. «Dworzec Towarowy», біля залізничної вантажної станції та в'язниці Монтелюпі.

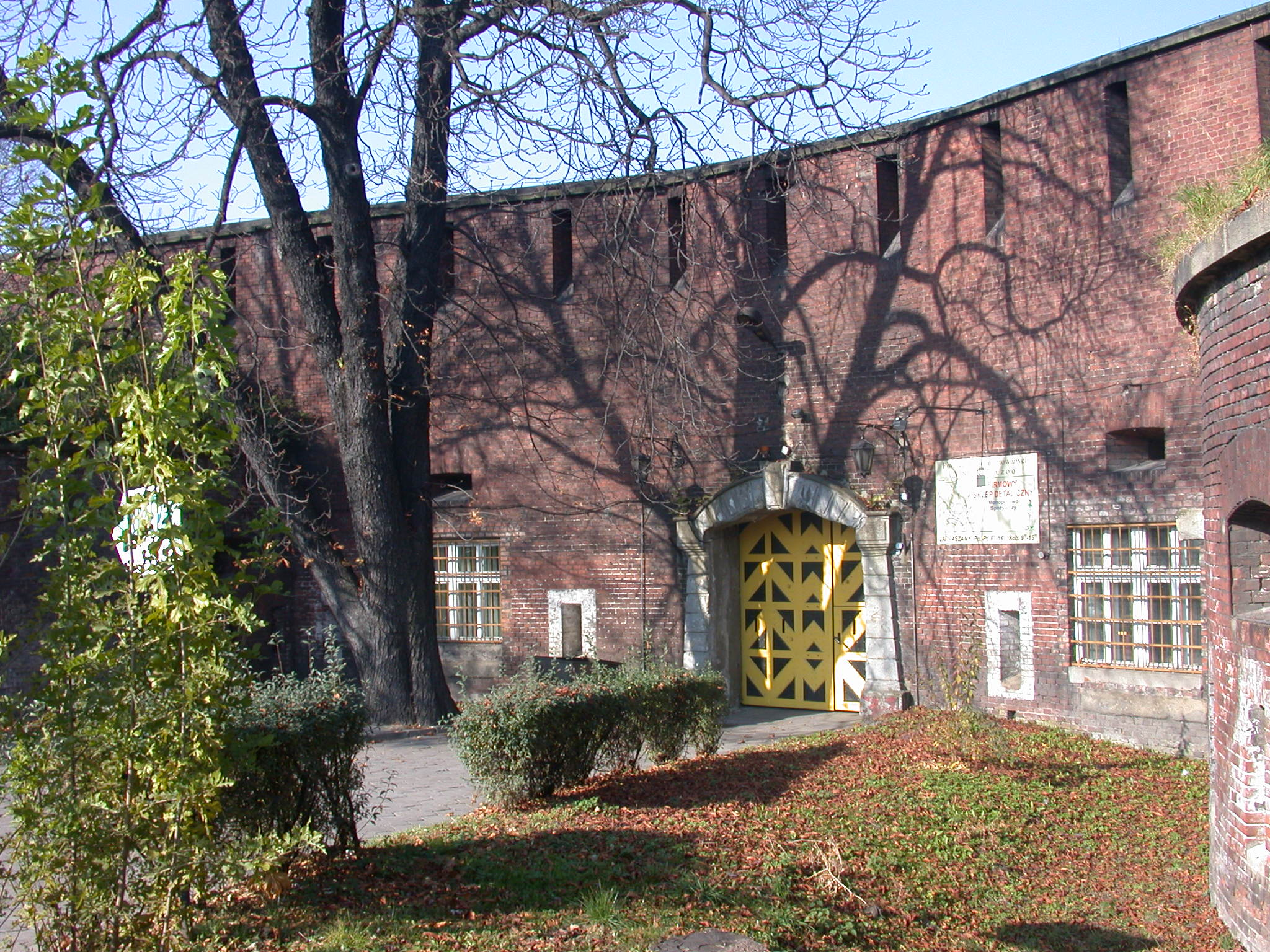
Форт Клепарський

## Дивіться також
- Дільниця V Кроводжа (Краків)